# Энергетика Карачаево-Черкесии
Энергетика Карачаево-Черкесии — сектор экономики региона, обеспечивающий производство, транспортировку и сбыт электрической и тепловой энергии. По состоянию на ноябрь 2020 года, на территории Карачаево-Черкесии эксплуатировались 12 электростанций общей мощностью 603,26 МВт, в том числе семь ГЭС, одна ГЭС-ГАЭС, одна ГАЭС и четыре тепловые электростанции. В 2018 году они произвели 483 млн кВт·ч электроэнергии (без учета Кубанских ГЭС-1, ГЭС-2 и ГАЭС, находящихся на территории Карачаево-Черкесии, но организационно входящих в энергосистему Ставропольского края). Особенностью энергетики Карачаево-Черкесии является высокая доля гидроэнергетики, а также расположение на территории региона двух из трёх имеющихся в России гидроаккумулирующих электростанций.

## История
Первые небольшие электростанции в Карачаево-Черкесии появились в конце 19 века. В 1895 году для нужд горнообогатительной фабрики акционерное общество «Эльбрус» построило ГЭС на реке Индыш, также небольшая электростанция была сооружена князьями Крымшамхаловыми в Теберде для нужд лесопильного завода. В 1937 году при мощности 0,2 МВт была пущена Учкуланская МГЭС, которая после модернизаций эксплуатируется и в настоящее время.
Долгое время относительно крупные электростанции в Карачаево-Черкесии отсутствовали. Только в 1964 году ввели в эксплуатацию ТЭЦ Карачаево-Черкесского сахарного завода. В 1967 году пустили Кубанские ГЭС-1 и ГЭС-2, в 1968 году — Кубанская ГАЭС, первая гидроаккумулирующая электростанция России. Первую крупную подстанцию построили в Черкесске в 1959 году. В 1963 году на базе электрических сетей и подстанций «Ставропольэнерго», Зеленчукского и Адыге-Хабльского предприятий «Сельэнерго», электросетей городов Черкесска и Карачаевска было образовано Карачаево-Черкесское управление электрических сетей РЭУ «Ставропольэнерго». В 1991 году энергосистему Карачаево-Черкесии выделили из Ставропольской энергосистемы с образованием производственного объединения энергетики и электрификации «Карачаево-Черкесскэнерго», причём Кубанские ГЭС-1, ГЭС-2 и ГАЭС организационно остались в составе «Ставропольэнерго».
В 1999 году был пущен первый гидроагрегат Зеленчукской ГЭС, строительство которой велось с 1976 года. В 2002 году был пущен второй гидроагрегат, а в 2016 году после ввода в эксплуатацию станция была преобразована в ГЭС-ГАЭС, став крупнейшим энергообъектом региона. В 2009 году была пущена Эшкаконская ГЭС. В 2013—2015 годах были введены в эксплуатацию две мини-ТЭЦ в Черкесске, в 2014 году — Новокарачаевская МГЭС, в 2017 году — МГЭС Большой Зеленчук. В 2018 году после реконструкции с увеличением мощности вновь заработала Учкуланская МГЭС, в 2019 году была введена в эксплуатацию ГПТЭС Кавказцемент. В 2020 году была пущена Усть-Джегутинская МГЭС.
Перспективы развития электроэнергетики Карачаево-Черкесии связаны с дальнейшим строительство гидроэлектростанций. На 2021—2022 годы намечен пуск двух Красногорских МГЭС общей мощностью 49,8 МВт, на 2023 год — Нижне-Красногорской МГЭС мощностью 23,7 МВт.

## Генерация электроэнергии
По состоянию на декабрь 2020 года, на территории Карачаево-Черкесии эксплуатировались 12 электростанций общей мощностью 603,26 МВт. В их числе шесть гидроэлектростанций — Кубанские ГЭС-1 и ГЭС-2, Усть-Джегутинская МГЭС, МГЭС Большой Зеленчук, Эшкаконская ГЭС, Учкуланская МГЭС, Новокарачаевская МГЭС, две гидроаккумулирующие электростанции — Зеленчукская ГЭС-ГАЭС и Кубанская ГАЭС, четыре тепловые электростанции — две Мини-ТЭЦ в г. Черкесск, ТЭЦ ОАО «Карачаево-Черкесский сахарный завод» и ГПТЭС Кавказцемент. Особенность электроэнергетики региона — резкое превалирование гидрогенерации, на которую приходится более 90 % установленной мощности электростанций и выработки электроэнергии, при этом более 50 % всех энергомощностей приходится на одну станцию — Зеленчукскую ГЭС-ГАЭС.

### Кубанская ГЭС-1
Расположена у посёлка Октябрьский Прикубанского района, на Большом Ставропольском канале. Гидроагрегаты станции введены в эксплуатацию в 1967—1968 годах. Установленная мощность станции — 37 МВт, среднемноголетняя выработка электроэнергии — 195 млн кВт·ч. В здании ГЭС установлены 2 гидроагрегата мощностью по 18,5 МВт. Принадлежит ПАО «РусГидро» (филиал Каскад Кубанских ГЭС).

### Кубанская ГЭС-2
Расположена у посёлка Ударный Прикубанского района, на Большом Ставропольском канале. Гидроагрегаты станции введены в эксплуатацию в 1967—1969 годах. Установленная мощность станции — 184 МВт, среднемноголетняя выработка электроэнергии — 525 млн кВт·ч. В здании ГЭС установлены 4 гидроагрегата мощностью по 46 МВт. Принадлежит ПАО «РусГидро» (филиал Каскад Кубанских ГЭС).

### Усть-Джегутинская МГЭС
Расположена в г. Усть-Джегуте, на реке Кубань. Гидроагрегаты станции введены в эксплуатацию в 2020 году. Установленная мощность станции — 5,6 МВт, среднемноголетняя выработка электроэнергии — 25,6 млн кВт·ч. В здании ГЭС установлены 2 гидроагрегата мощностью по 2,8 МВт. Принадлежит ПАО «РусГидро», Карачаево-Черкесский филиал.

### МГЭС Большой Зеленчук
Расположена у села Даусуз Зеленчукского района, на реке Большой Зеленчук. Использует напорные сооружения Зеленчукского гидроузла Зеленчукской ГЭС-ГАЭС. Гидроагрегаты станции введены в эксплуатацию в 2017 году. Установленная мощность станции — 1,26 МВт, среднемноголетняя выработка электроэнергии — 7 млн кВт·ч. В здании ГЭС установлены 2 гидроагрегата мощностью по 0,63 МВт. Принадлежит ПАО «РусГидро», Карачаево-Черкесский филиал.

### Новокарачаевская МГЭС
Расположена в посёлке Новый Карачай Карачаевского района, на реке Кубань. Гидроагрегаты станции введены в эксплуатацию в 2014 году. Установленная мощность станции — 1,2 МВт. В здании ГЭС установлены 2 гидроагрегата мощностью по 0,6 МВт. Принадлежит ЗАО «Фотон».

### Учкуланская МГЭС
Расположена у аула Учкулан Карачаевского района, на реке Учкулан. Гидроагрегат станции введен в эксплуатацию в 2018 году, при этом сама станция эксплуатируется с 1937 года, являясь старейшей ныне действующей электростанцией региона. Установленная мощность станции — 1 МВт. В здании ГЭС установлен 1 гидроагрегат. Принадлежит ЗАО «Фотон».

### Эшкаконская ГЭС
Расположена в Малокарачаевском районе, на реке Эшкакон. Использует подпорные сооружения водохозяйственного Эшкаконского гидроузла. Гидроагрегат станции введен в эксплуатацию в 2009 году. Установленная мощность станции — 0,6 МВт. В здании ГЭС установлен 1 гидроагрегат. Принадлежит ООО «НИПТ».

### Зеленчукская ГЭС-ГАЭС
Расположена у посёлка Правокубанский Карачаевского района, использует сток рек Большой Зеленчук, Аксаут и Маруха. Не имеющий аналогов в России гидроэнергетический объект, сочетающий в себе гидроэлектростанцию и гидроаккумулирующую электростанцию. Гидроагрегаты станции введены в эксплуатацию в 1999—2016 годах. Установленная мощность станции — 300 МВт (в турбинном режиме)/156,18 МВт в насосном режиме, среднемноголетняя выработка электроэнергии — 577 млн кВт·ч. В здании ГЭС установлены 4 гидроагрегата, из них два обычных мощностью по 80 МВт и два обратимых мощностью по 70/78,09 МВт. Принадлежит ПАО «РусГидро», Карачаево-Черкесский филиал.

### Кубанская ГАЭС
Расположена у посёлка Водораздельный Прикубанского района, на Большом Ставропольском канале. Гидроаккумулирующая электростанция сезонного регулирования. Гидроагрегаты станции введены в эксплуатацию в 1968—1969 годах. Установленная мощность станции — 15,9 МВт (в турбинном режиме)/14,4 МВт (в насосном режиме), среднемноголетняя выработка электроэнергии — 10,7 млн кВт·ч. В здании ГЭС установлены 6 обратимых гидроагрегатов мощностью по 2,65/2,4 МВт. Принадлежит ПАО «РусГидро» (филиал Каскад Кубанских ГЭС).

### Мини-ТЭЦ в городе Черкесск
В Черкесске две малые тепловые электростанции (Мини-ТЭЦ 1 и Мини-ТЭЦ 2), являются одними из источников теплоснабжения города. По конструкции представляют собой газопоршневые теплоэлектроцентрали, в качестве топлива использует природный газ. Введены в эксплуатацию в 2013 и 2015 годах. Установленная электрическая мощность Мини-ТЭЦ 1 — 6 МВт, тепловая мощность — 5,4 Гкал/час. Оборудование станции включает в себя три газопоршневых агрегата мощностью по 2 МВт с котлами-утилизаторами. Установленная электрическая мощность Мини-ТЭЦ 2 — 4 МВт, тепловая мощность — 3,6 Гкал/час. Оборудование станции включает в себя два газопоршневых агрегата мощностью по 2 МВт с котлами-утилизаторами. Фактическая выработка электроэнергии в 2018 году (совокупно обеими станциями) — 45,1 млн кВт·ч. Принадлежит ООО «Генерация».

### ТЭЦ ОАО «Карачаево-Черкесский сахарный завод»
Расположена в посёлке Эркен-Шахар Ногайского района. Обеспечивает энергоснабжение сахарного завода (блок-станция). Паротурбинная теплоэлектроцентраль, в качестве топлива использует природный газ. Введена в эксплуатацию в 1964 году. Установленная электрическая мощность станции — 16 МВт, фактическая выработка электроэнергии в 2018 году — 5,1 млн кВт·ч.

### ГПТЭС Кавказцемент
Расположена  г. Усть-Джегута. Обеспечивает энергоснабжение цементного завода (блок-станция). Газопоршневая электростанция, в качестве топлива использует природный газ. Введена в эксплуатацию в 2019 году. Установленная электрическая мощность станции — 25,1 МВт, оборудование включает три газопоршневых агрегата. 

## Потребление электроэнергии
Потребление электроэнергии в Карачаево-Черкесии (с учётом потребления на собственные нужды электростанций и потерь в сетях) в 2019 году составило 1382 млн кВт·ч, максимум нагрузки — 207 МВт. Таким образом, Карачаево-Черкесия является энергодефицитным регионом по электроэнергии и энергоизбыточным по мощности. В структуре потребления электроэнергии в регионе лидируют население и сфера услуг — 42 %, потребление промышленности составляет 31 %. Крупнейшие потребители электроэнергии: ЗАО «Кавказцемент» — 148 млн кВт·ч, ЗАО «Урупский ГОК» — 43 млн кВт·ч. Функции гарантирующего поставщика электроэнергии выполняет АО «Карачаево-Черкесскэнерго» (находится под управлением «Россети Северный Кавказ»).

## Электросетевой комплекс
Энергосистема Карачаево-Черкесии входит в ЕЭС России, являясь частью Объединённой энергосистемы Юга, находится в операционной зоне филиала АО «СО ЕЭС» — «Региональное диспетчерское управление энергосистем республик Северного Кавказа и Ставропольского края» (Северокавказское РДУ). Энергосистема региона связана с энергосистемами Краснодарского края по одной ВЛ 110 кВ, Ставропольского края по четырём ВЛ 330 кВ, семи ВЛ 110 кВ и четырём ВЛ 35 кВ, также по территории региона проходит транзитная ВЛ 500 кВ Центральная — Ингури ГЭС, связывающая энергосистемы Краснодарского края и Грузии.
Общая протяженность линий электропередачи напряжением 35—500 кВ составляет 1847,1 км, в том числе линий электропередачи напряжением 500 кВ — 179 км, 330 кВ — 131 км, 110 кВ — 1100,9 км, 35 кВ — 436,2 км. Магистральные линии электропередачи напряжением 330—500 кВ эксплуатируются филиалом ПАО «ФСК ЕЭС» — «МЭС Юга», распределительные сети напряжением 110 кВ и ниже — филиалом ПАО «Россети Северный Кавказ» — «Карачаево-Черкесскэнерго» (в основном) и территориальными сетевыми организациями.